# Lilli Henoch

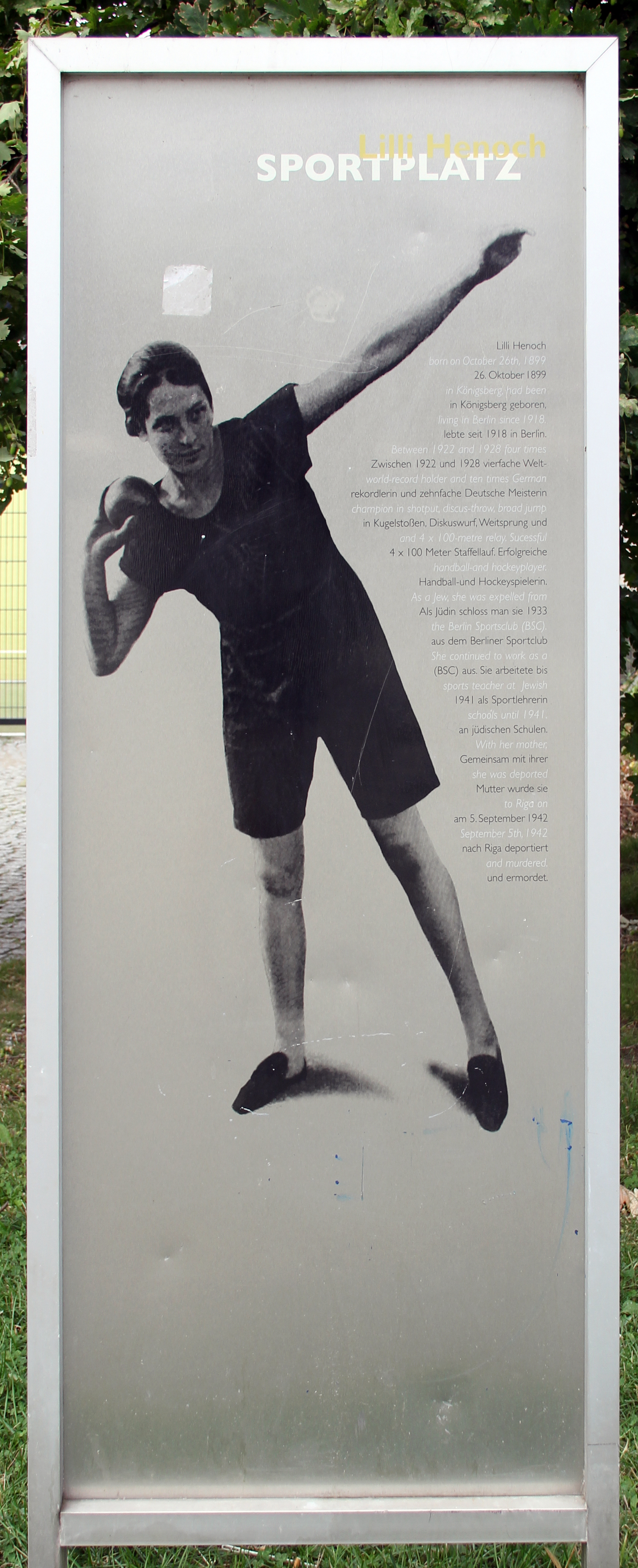
Gedenktafel, Askanischer Platz 6, in Berlin-Kreuzberg

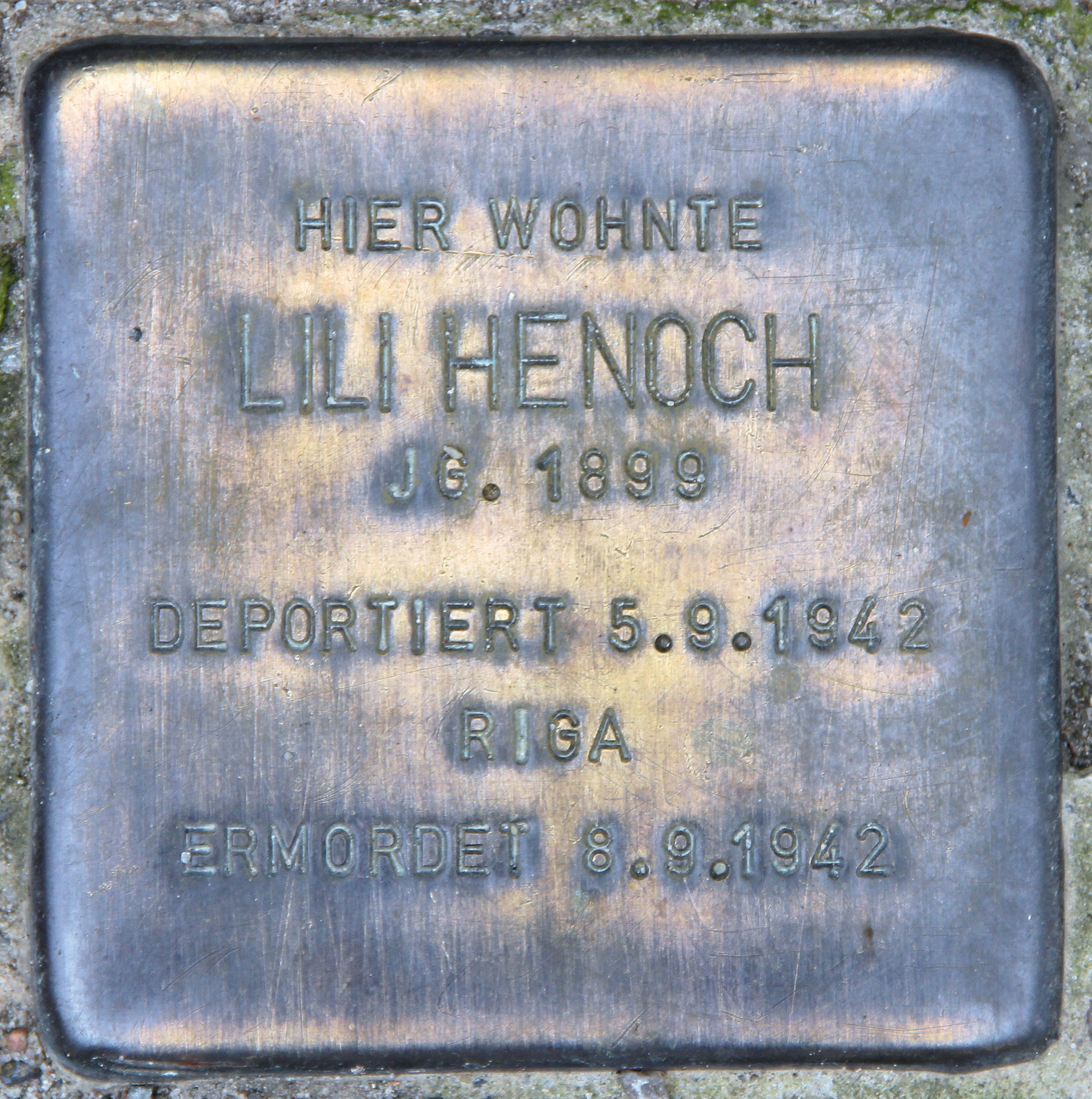
Stolpersteine vor dem Haus, Treuchtlinger Straße 5, in Berlin-Schöneberg

Lilli Margarethe Rahel Henoch (* 26. Oktober 1899 in Königsberg i. Pr.; † vermutlich am 8. September 1942 in Riga, Reichskommissariat Ostland) war eine deutsche Leichtathletin und Turnlehrerin und erfolgreichste deutsche Leichtathletin der 1920er-Jahre.

## Leben
Lilli Henoch war die Tochter des jüdischen Kaufmanns Leo Henoch und seiner Frau Rose. Sie hatte eine ältere Schwester und einen jüngeren Bruder, wuchs in Königsberg (Ostpreußen) auf und besuchte dort das Gymnasium. Ihr Vater starb 1922. Mit 19 Jahren zog sie nach Berlin und setzte hier ihr Sporttraining fort. Nach ihrem Studium als Turnlehrerin und Orthopädin an der Preußischen Hochschule für Leibesübungen arbeitete sie als Turnlehrerin. An der jüdischen Schule in der Rykestraße in Prenzlauer Berg fand sie dann als Turnlehrerin nochmals eine Anstellung. Am 10. November 1938 nach der Reichspogromnacht musste sie auch diese Arbeit aufgeben. Der Pogrom bedeutete dann das Ende des jüdischen Sports in Deutschland. Viele versuchten dem drohenden Unheil durch Auswanderung zu entkommen. Lilli Henoch blieb mit ihrer Mutter in Berlin, obwohl sie Angebote aus den USA und den Niederlanden hatte, als Trainerin zu arbeiten. Sie unterrichtete bis 1942 an einer jüdischen Schule in der Choriner Straße. 1942 wurden von den NS-Behörden entsprechend dem Beschluss zur „Endlösung der Judenfrage“ alle jüdischen Einrichtungen geschlossen.
Henoch war ab 1919 Mitglied der Leichtathletiksparte des Berliner Sport-Clubs (BSC) und wurde zwischen 1922 und 1926 in den Disziplinen Kugelstoßen, Diskuswurf, Weitsprung sowie mit der 4-mal-100-Meter-Staffel des BSC zehnfache Deutsche Meisterin. In dieser Zeit stellte sie auch vier Weltrekorde auf. Daneben zählte sie auch im Hockey und Handball zur Elite. Innerhalb des Sportklubs übte sie bis 1933 auch leitende Funktionen aus. Im Januar 1933 vertraute man ihr die Leitung der Damenabteilung an. Nach der Errichtung der NS-Diktatur wurde die jüdischstämmige Sportlerin im Herbst 1933 aus dem Berliner SC ausgeschlossen. Sie trat dem „Jüdischen Turn- und Sportclub 1905“ bei. Zu dieser Zeit in der Leichtathletik nur noch sporadisch aktiv, formte Lilli Henoch im Jüdischen Turn- und Sportclub 1905 eine Handball-Mannschaft, die zu den besten Deutschlands im jüdischen Sportbereich gehörte.
Bereits Anfang der 1930er Jahre hatte Henoch an der Preußischen Hochschule für Leibesübungen ein Studium absolviert, das ihr nach 1933 ermöglichte, eine Tätigkeit als Turnlehrerin an der jüdischen Volksschule Rykestraße in Berlin aufzunehmen.
Trotz mehrerer Angebote im Ausland als Trainerin zu arbeiten, blieb sie bei ihren Schülern und ihrer Mutter.
Mit dem 19. Osttransport am 5. September 1942 wurde sie zusammen mit ihrer Mutter in das Ghetto von Riga deportiert, welches sie jedoch nicht erreichte. Acht Kilometer vor Riga wurden sämtliche Insassen des Zuges in ein Waldgebiet geführt und erschossen.

## Erfolge
Deutsche Meisterin
- 1922: Kugelstoßen
- 1923: Kugelstoßen, Diskuswurf
- 1924: 4 × 100-m-Staffel, Weitsprung, Kugelstoßen, Diskuswurf
- 1925: 4 × 100-m-Staffel, Kugelstoßen
- 1926: 4 × 100-m-Staffel

Weltrekorde
- Diskuswurf: 24,90 m (Berlin, 1. Oktober 1922)
- Diskuswurf: 26,62 m (Berlin, 7. August 1923)
- Kugelstoßen: 11,57 m (Leipzig, 16. August 1925)
- 4 × 100-m-Staffel: 50,4 s (Köln, 11. Juli 1926 mit der Staffel des Berliner SC)

## Gedenken
Im Berliner Ortsteil Prenzlauer Berg (Bezirk Pankow) trägt seit 1993 die Lilli-Henoch-Straße (Nähe S-Bahnhof Greifswalder Straße) ihren Namen. Die Aktion „Stolpersteine“ des Kölner Künstler Gunter Demnig hat im Sommer 2008 einen Stolperstein vor der ehemaligen Wohnung der Sportlerin in der Treuchtlinger Straße 5 in Berlin-Schöneberg verlegt. Der Deutsche Leichtathletik-Verband (DLV) hat die Patenschaft für diese Aktion übernommen, die von der Berliner Koordinierungsstelle der Aktion „Stolpersteine“ zusammen mit dem Kreuzbergmuseum organisiert wurde. In einer Feierstunde im Kreuzbergmuseum am 8. August 2008, dem Eröffnungstag der Olympischen Spiele in Peking, zeichneten der Ehrenpräsident des DLV, Theo Rous, und der Kölner Sporthistoriker Dr. Thomas Schnitzler das Schicksal der Athletin nach.
Ihr zu Ehren trägt eine Leichtathletikhalle am Olympiastützpunkt-Berlin im Sportforum in Berlin-Hohenschönhausen ihren Namen. In Berlin-Kreuzberg erhielt am 26. Oktober 2004 ein Sportplatz ihren Namen.
In Berlin-Schöneberg wurde 2005 die Turnhalle der Spreewald-Grundschule von Stadtrat Dieter Hapel zur „Lilli-Henoch-Sporthalle am Winterfeldtplatz“ umbenannt. Auch in Quickborn wurde 2011 eine Sporthalle nach ihrem Namen benannt.
Lilli Henoch wurde 1990 in die International Jewish Sports Hall of Fame aufgenommen.
In der Ausstellung „Zwischen Erfolg und Verfolgung – Jüdische Stars im deutschen Sport bis 1933 und danach“, die im Juli 2015 im Rahmen der „European Maccabi Games“ im Berliner Hauptbahnhof gezeigt wurde, wurde neben anderen Sportlern auch an Lilli Henoch erinnert.
Im Juli 2018 wurde eine Straße im Kölner Stadtteil Junkersdorf nach ihr benannt.